# Операция «Обдуманная сила»
Операция «Обдуманная сила» (англ. Deliberate Force; серб. Делиберате Форце) — кодовое название воздушных бомбардировок авиацией НАТО позиций боснийских сербов во время боснийской войны в 1995 году для принуждения их к отводу тяжёлого вооружения из района Сараева во время его осады, а в более широком смысле — для принуждения к миру сербских войск.

## Предпосылки
С 1994 года НАТО предприняла ряд ограниченных вооружённых акций против боснийских сербов, участвовавших в продолжавшейся гражданской войне в Боснии. Однако нерешительность руководства Альянса приводила к минимальным результатам этих одиночных авиаударов. После того, как миротворческий контингент ООН, получив лишь символическую поддержку авиации Альянса, не смог предотвратить взятие сербами мусульманского анклава Сребреница c последующими этническими чистками, изнасилованиями, пытками и убийствами боснийского населения, в июле 1995 года был разработан план крупной воздушной наступательной операции, направленной на подрыв военного потенциала сербской стороны.

## Проведение
Формальным поводом для проведения операции стал второй взрыв на рынке Маркале в Сараеве 28 августа 1995 года. Это был третий резонансный инцидент в ходе трёхлетней осады города, на который были обращены взгляды мировой общественности. Первый инцидент, взрыв очереди за хлебом на улице Васы Мискина в 1992 году, мог быть как преступлением войск ВРС, так и провокацией боснийцев (нападение произошло во время обсуждения санкций по отношению к Югославии). Затем, в 1994 и 1995 году, произошли взрывы на продуктовом рынке в Маркале, где погибли более 100 мирных жителей города. Первый и второй взрывы с огромной вероятностью были результатом обстрела мирных кварталов сербскими войсками  (разночтения в виновности появились из-за желания руководства миротворцев ООН сначала отвести свои силы от позиций сербов до того, как озвучивать отчёты экспертов о виновности сербской стороны в убийстве гражданского населения) .
В ночь на 30 августа, после отказа сербских сил вывести тяжёлое вооружение из района Сараева (первый ультиматум был озвучен годом ранее, после первого взрыва на рынке в Маркале), операция «Обдуманная сила» началась. Её целью было провозглашено снижение возможностей сербов атаковать безопасные зоны, установленные ООН. Авиация США, Великобритании, Франции, Германии, Турции, Нидерландов, Испании начала наносить удары по позициям боснийских сербов. Операция была приостановлена с 1 по 5 сентября в связи с проводившимися переговорами относительно вывода тяжёлого вооружения сербов из-под Сараева. После неудачи переговоров бомбардировки возобновились. Операция завершилась 14 сентября, когда сербы дали согласие на условия НАТО.

## Количество самолёто-вылетов

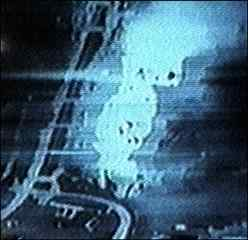
Фотография, сделанная американским самолётом после бомбардировки

1. США — 2318 (65,9 %)
2. Великобритания — 326 (9,3 %)
3. Нидерланды — 198 (5,6 %)
4. AWACS НАТО — 96 (2,7 %)
5. Франция — 84 (8,1 %)
6. Турция — 78 (7,2 %)
7. Германия — 59 (1,7 %)
8. Италия — 35 (1 %)
9. Испания — 12 (0,4 %)
10. Всего — 3206

## Итоги и значение
Операция «Обдуманная сила» была первой крупномасштабной военной акцией в истории НАТО. Кроме того, в ходе этих бомбардировок самолёты ВВС Германии совершили первые боевые вылеты после 1945 года. Характерной чертой операции было широкое использование высокоточных авиационных боеприпасов (две трети всех сброшенных бомб имели лазерное наведение).
За две недели было совершено 3206 самолёто-вылетов и сброшено около 1000 авиабомб. Отмечено ограниченное применение крылатых ракет морского базирования «Томагавк» (выпущено 13 ракет, 5 из которых были сбиты сербской ПВО). Был потерян один самолёт: «Мираж 2000» ВВС Франции сбит в первый день налётов, оба члена экипажа катапультировались и попали в плен к сербам.
В результате бомбардировок были уничтожены или повреждены многие радарные установки, склады оружия и боеприпасов, командные пункты, средства ПВО, мосты, уничтожено большое количество телекоммуникационных центров, радио и телетрансляторов, трансформаторных подстанций, линий электропередач, резервуары воды и другие жизненно важные объекты инфраструктуры. Под прикрытием натовских самолётов, используя фактор уничтожения военного потенциала сербов, мусульманские и хорватские войска предприняли серьёзное наступление, заняли 400 км² сербских территорий и изгнали оттуда более 50 тысяч сербов. Были заняты города Яйце, Мрконич-Град, Рибник, Шипово.
После окончания вывода сербских танков и артиллерии из-под Сараева и формального окончания бомбардировок, несколько раз НАТО ещё применяло боевую авиацию против ВРС. Так, 4 октября летчики американских «Проулеров» доложили об облучении их самолетов сербской РЛС, после чего выпустили по радару три ракеты HARM.
Последний задокументированный удар авиация НАТО нанесла 9 октября 1995 года, как ответ на обстрел сербскими пушками с горы Зип базы сил ООН в Тузле. Голландские и американские авианаводчики навели на позиции артиллерии истребители-бомбардировщики F-16 из 510-й эскадрильи ВВС США. Первая маркерная фосфорная бомба была сброшена мимо цели. Авианаводчики скорректировали курс «маркировочного» F-16, который со второго захода точно отметил цель. Пятерка «Файтинг Фалконов», ориентируясь по горящему белому фосфору, нанесла удар бомбами с лазерным наведением.
Интервенция НАТО сыграла большую роль в ликвидации военного превосходства сербов в Боснии и заставила их руководство присоединиться к мирным переговорам, завершившимся подписанием Дейтонских соглашений в декабре 1995 года.